# Waldwick (Nueva Jersey)
Waldwick es un borough ubicado en el condado de Bergen en el estado estadounidense de Nueva Jersey. En el año 2010 tenía una población de 9.625 habitantes y una densidad poblacional de 1.816,04 personas por km².

## Geografía
Waldwick se encuentra ubicado en las coordenadas 41°04′47″N 74°7′20″O / 41.07972, -74.12222.

## Demografía
Según la Oficina del Censo en 2000 los ingresos medios por hogar en la localidad eran de $75,532 y los ingresos medios por familia eran $82,208. Los hombres tenían unos ingresos medios de $60,671 frente a los $37,145 para las mujeres. La renta per cápita para la localidad era de $30,733. Alrededor del 2.1% de la población estaba por debajo del umbral de pobreza.